# Nati nel 1153
| Questa pagina contiene informazioni ricavate automaticamente dalle voci biografiche con l'ausilio del template Bio e di un bot. L'aggiornamento è periodico e automatico e ricostruisce completamente la pagina. Se manca una persona in questa lista, sei pregato di non aggiungerla, ma accertati piuttosto che la sua voce biografica contenga il template Bio e che i dati anagrafici siano correttamente compilati. Se il template Bio manca, inseriscilo tu stesso o, in alternativa, metti l'avviso {{tmp\|Bio}} che ne segnala la mancanza. Se i dati riportati sono sbagliati, correggi direttamente la voce biografica; le modifiche saranno visibili in questa lista entro pochi giorni. Per chiarimenti vedi il progetto biografie. La lista contiene solo le 6 persone che sono citate nell'enciclopedia e per le quali è stato implementato correttamente il template Bio. Pagina aggiornata al 10 ott 2024. |

- 17 agosto - Guglielmo, conte di Poitiers, nobile britannico († 1156)
- Cathal Crobdearg Ua Conchobair, re irlandese († 1224)
- Guglielmo II di Sicilia, re († 1189)
- Narsète Lampronese, teologo armeno († 1198)
- Waleran de Beaumont, IV conte di Warwick, nobile († 1204)
- Riccardo di Clare, III conte di Hertford, nobile inglese († 1217)